# Campeonato Asiático de Atletismo de 2013 - 5000 m masculino
A prova dos 5000 metros masculino do Campeonato Asiático de Atletismo de 2013 foi disputada no dia 7 de julho de 2013 no Shree Shiv Chhatrapati Sports Complex em Pune, na Índia. 

## Recordes
Antes desta competição, os recordes mundiais e do campeonato nesta prova eram os seguintes:
|                       | Nome               | Nacionalidade | Tempo      | Local   | Data                |
| --------------------- | ------------------ | ------------- | ---------- | ------- | ------------------- |
| Recorde mundial       | Kenenisa Bekele    | Etiópia       | 12m 37s 35 | Hengelo | 31 de maio de 2004  |
| Recorde do campeonato | Dejenee Mootumaa   | Bahrein       | 13m 39s 71 | Kobe    | 9 de julho de 2011  |
| Recorde asiático      | Saif Saeed Shaheen | Catar         | 12m 51s 98 | Roma    | 14 de julho de 2006 |

## Medalhistas
| Ouro                  | Prata              | Bronze          |
| Dejenee Regassa (BHR) | Alemu Bekele (BHR) | Emad Noor (KSA) |

## Cronograma
Todos os horários são locais (UTC+5:30).
| Data       | Hora  | Evento |
| ---------- | ----- | ------ |
| 7 de julho | 17:20 | Final  |

## Final
A final da prova ocorreu dia 7 de julho às 17:20.
| Posição           | Atleta              | Nacionalidade  | Tempo    | Notas |
| ----------------- | ------------------- | -------------- | -------- | ----- |
| Medalha de ouro   | Dejenee Regassa     | Bahrein        | 13:53.25 |       |
| Medalha de prata  | Alemu Bekele        | Bahrein        | 13:57.23 |       |
| Medalha de bronze | Emad Noor           | Arábia Saudita | 14:05.88 |       |
| 4                 | Govindan Lakshmanan | Índia          | 14:17.01 |       |
| 5                 | Nitender Singh      | Índia          | 14:19.43 |       |
| 6                 | Satoru Kitamura     | Japão          | 14:22.57 |       |
| 7                 | Mohd Yunus          | Índia          | 14:32.32 |       |
| 8                 | Sanchai Namkhet     | Tailândia      | 15:14.11 |       |
| 9                 | Kalyan Baniya       | Nepal          | 15:58.19 |       |
| 10                | Hem Bunting         | Camboja        | 16:36.49 |       |
| 11                | Ahmad Foroud        | Irão           | DNF      |       |
| 12                | Nabil Al-Garbi      | Iêmen          | DNS      |       |
| 12                | Emad Mahdi Abdullah | Iêmen          | DNS      |       |

Legenda
| Recorde mundial       | Recorde mundial (World record)               |                       | Recorde africano                      | Recorde africano (African) |                                           | Q | Classificado por posição (Qualified) |
| Recorde do campeonato | Recorde do campeonato (Championship record)  | Recorde da América    | Recorde da América (Americas)         | q                          | Classificado por melhor tempo (Qualified) |   |                                      |
| Melhor marca do ano   | Melhor marca do ano (World leading)          | Recorde asiático      | Recorde asiático (Asian)              | DNS                        | Não largou (Did not start)                |   |                                      |
| Recorde nacional      | Recorde nacional (National record)           | Recorde europeu       | Recorde europeu (European)            | DNF                        | Não terminou (Did not finish)             |   |                                      |
| Recorde pessoal       | Recorde pessoal do atleta (Personal best)    | Recorde da Oceania    | Recorde da Oceania (Oceania)          | DSQ / DQ                   | Desclassificado (Disqualified)            |   |                                      |
| Recorde da temporada  | Recorde da temporada do atleta (Season best) | Recorde sul-americano | Recorde sul-americano (South America) | NM                         | Sem marca (No mark)                       |   |                                      |